# 超浩尔哈嘎
超浩尔哈嘎（《中国湖泊志》中误作「起浩尔哈嘎湖」），是位于中国内蒙古自治区兴安盟科尔沁右翼中旗好腰苏木镇与通辽市扎鲁特旗前德门苏木交界处的一个内流盐湖。其具体位置约为东经121°31′，北纬44°38′。湖面海拔190米，面积约2平方公里，沉积物为芒硝和碱。超浩尔哈嘎属于蒙新高原区。它的一级流域为内流区诸河，二级流域为内蒙古内流区。